# Andirá Esporte Clube
L'Andirá Esporte Clube, noto anche semplicemente come Andirá, è una società calcistica brasiliana con sede nella città di Rio Branco, capitale dello stato dell'Acre.

## Storia
L'Andirá Esporte Clube è stato fondato il 1º novembre 1964. Il club ha partecipato al Campeonato Brasileiro Série C nel 1995, nel 2001 e nel 2002.

## Palmarès

### Competizioni statali
- Campeonato Acriano Segunda Divisão: 2

2011, 2015